# Andreas-Hofer-Kreuzer
Andreas-Hofer-Kreuzer, auch Hofer-Kreuzer oder Sandwirtszwanziger sind Bezeichnungen für 20- und 1-Kreuzer-Stücke, die während des Tiroler Freiheitskampfes im Jahr 1809 in Hall in Tirol geprägt wurden. Die Vorderseite zeigt den Tiroler Adler und die Umschrift „Gefürstete Grafschaft Tirol“, die Rückseite den Nennwert.

## Münzgeschichtliche Zusammenhänge
Infolge des Preßburger Friedens und der Errichtung der französischen und bayerischen Fremdherrschaft im Jahr 1805 wurde Andreas Hofer unter den aufständischen Bauern Tirols zur populären Führergestalt gegen Napoleon I. und die bayerische Besatzung. Der Tiroler Freiheitskämpfer Andreas Hofer war bäuerlicher Herkunft. Sein sogenannter Sandhof im Passeiertal war zugleich Gasthof.
Nach der siegreichen Schlacht am Bergisel am 13. August 1809 über den französischen General, den Herzog von Danzig François-Joseph Lefebvre, zog Andreas Hofer am 15. August in Innsbruck ein und schuf die „provisorische Generallandesverwaltung“. Die Befreiung Tirols von der Fremdherrschaft war jedoch nur von kurzer Dauer. In dem zwischen Österreich und Frankreich am 14. Oktober 1809 geschlossenen Frieden, dem Wien-Schönbrunner Frieden, war Tirol als bayerische Provinz nicht inbegriffen. Die feindliche Übermacht rückte ins Land, der Hofer am Bergisel nach heftigem Widerstand am 1. November unterlag.
In diese Zeit, also zwischen dem 15. August und dem 14. Oktober, fällt die Prägung der sogenannten Andreas-Hofer-Kreuzer. Diese 20- und 1-Kreuzer-Stücke sind die letzten Münzen, die in der Münzstätte Hall geprägt wurden.
Nach Rudolf Granichstaedten-Czerva sind die Hofer-Kreuzer Notgeld, das den dringenden Geldbedarf während des Tiroler Freiheitskampfes decken sollte. Das Silber kam aus dem Brixlegger Schmelzwerk und aus Ankäufen. Auch entbehrliches Kirchensilber sollte für die Münzprägung verwendet werden. Das Münzrecht für die Ausprägung der Kreuzerstücke hatte eigentlich Kaiser Franz II./I. (1792–1806–1835). Dennoch war die Vermünzung kein Eingriff in das Münzregal, weil sie von dem mit kaiserlichen Vollmachten ausgestatteten Intendanten Josef von Hormayr angeordnet wurde (Dekret Innsbruck, 26. Juli 1809). Die Meinung, dass die Prägung ein Verstoß gegen das Münzrecht war, ist somit widerlegt.

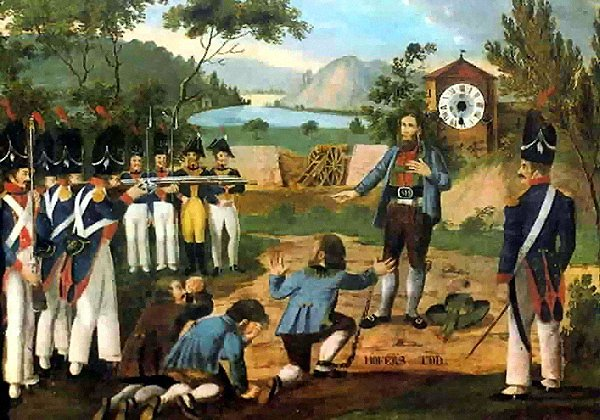
Hofers Erschießung am 20. Februar 1810 in Mantua. Eine Legende über die Hinrichtung mit Bezug auf einen Sandwirtszwanziger wurde von Rudolf Granichstaedten-Czerva in Andreas Hofers alte Garde erwähnt. (Zeitgenössisches Werk mit Bilderuhr)

Andreas Hofer wurde am 28. Januar 1810 durch Verrat gefangen und am 20. Februar in Mantua durch französische Grenadiere erschossen.
Die Familie Hofer wurde vom österreichischen Kaiser Franz I. im Jahr 1818 geadelt. Andreas Hofer war bereits am 15. Mai 1809 in den Adelsstand erhoben worden. Durch die Kriegsereignisse konnte das Dekret jedoch nicht nach Tirol befördert werden.

### Eine Legende
Eine Legende über Hofers Hinrichtung, in der ein Sandwirtszwanziger von Bedeutung ist, wurde von Rudolf Granichstaedten-Czerva wie folgt wiedergegeben:

„Als Andreas Hofer im Festungswall zu Mantua im Karree den zur Exekution befohlenen Grenadieren des zweiten Bataillons des 13. französischen Linien-Infanterie-Regiments gegenüberstand, schenkte er dem Kommandanten der Truppe, dem Korporal Michel Eiffes (geb. 1780, gest. 1849), das letzte Geldstück, das er noch besaß: einen Haller-Zwanziger und sagte dabei, die Münze erinnere ihn an sein geliebtes Vaterland. Dann rief Hofer: Gebt Feuer!“

## Münzbeschreibung
Die Andreas-Hofer-Kreuzer wurden in der Münzstätte Hall in Tirol unter dem Münzmeister Hubert Josef Jolliot ohne Münzmeisterzeichen geprägt. Als Münzstempelschneider wirkte der Innsbrucker Uhrmacher Joseph Bayrer. Die Münznominale aus der Zeit des Tiroler Freiheitskampfes sind 20-Kreuzer-Stücke in Silber und 1-Kreuzer-Stücke in Kupfer mit der Jahreszahl 1809. Sie wurden in hohen Stückzahlen und in zahlreichen Varianten mit geringen Unterschieden geprägt, die durch die Vielzahl der Münzstempel entstanden.

### 20-Kreuzer-Stück
Das 20-Kreuzer-Stück wird auch als Sandwirtszwanziger bezeichnet, da die Münzen während des Tiroler Aufstands geprägt wurden, der unter der Führung des „Sandwirts“ Andreas Hofer erfolgte. 
Der Durchmesser des Zwanzigers beträgt 27 Millimeter, das Rauhgewicht 6,65 Gramm. Der Münzrand wurde als Laubrand ausgeführt.
- Die Vorderseite zeigt den gekrönten und mit einem Ehrenkranz geschmückten Tiroler Adler. In den Adlerflügeln sind Flügelspangen mit Kleeblattenden vertieft eingeprägt worden. (Einige 20-Kreuzer-Stücke kommen mit erhaben geprägten Flügelspangen vor. Sie sind seltener.) Die Umschrift lautet GEFÜRSTETE GRAFSCHAFT TIROL.
- Die Rückseite trägt die Wertangabe 20 / KREUZER, darunter gekreuzt ein Lorbeer- und ein Palmzweig. Unten zwischen Rosetten befindet sich die Jahreszahl 1809. Die Rückseitenumschrift lautet NACH DEM CONVENTIONS FUSS.

### 1-Kreuzer-Stück
Der kupferne Kreuzer ist eine Landmünze (Scheidemünze) von 1809. Der Durchmesser beträgt 24 Millimeter, das Gewicht ca. 4,5 Gramm. Die Vorderseite entspricht dem Hofer-Zwanziger. Auf der Rückseite befindet sich die Wertangabe EIN / KREUZER im zum Kranz gebundenen Lorbeer- und Palmzweig. Der Münzrand wurde als Laubrand ausgeführt.